# Klub Polityczny „Ekogłasnost”
Klub Polityczny „Ekogłasnost” (bułg. Политически клуб „Екогласност”) – bułgarska centrolewicowa, proekologiczna partia polityczna utworzona w marcu 1990 na bazie Komitetu na rzecz Ocalenia Miasta Ruse i Niezależnego Stowarzyszenia „Ekogłasnost”. W latach 1990–1991 partia wchodziła w skład zjednoczonej opozycji antykomunistycznej nazywanej Związkiem Sił Demokratycznych. Od 1994 KP „Ekogłasnost” współpracuje z Bułgarską Partią Socjalistyczną.

## Program polityczny Klubu Politycznego „Ekogłasnost”
Klub Polityczny „Ekogłasnost” jest organizacją centrolewicową zajmującą się głównie ochroną przyrody. Partia dąży do ustanowienia proekologicznego prawodawstwa i zapewnienia skutecznej ochrony ekologicznej miejsc zasiedlonych. KP „Ekogłasnost” identyfikuje się z wartościami humanistycznymi, szczególną uwagę poświęcając obronie praw człowieka. Działacze ugrupowania opowiadają się przeciwko powstaniu nowej elektrowni jądrowej w pobliżu wsi Gorna Arda w południowej Bułgarii, ale popierają projekt budowy ropociągu Burgas–Aleksandropolis.

## Przewodniczący Klubu Politycznego „Ekogłasnost”
- Petyr Słabakow (1990–1995, obecnie honorowy przewodniczący)
- Stefan Gajtandżijew (1995–2006)
- Emil Georgijew (od 2006)

## Historia Klubu Politycznego „Ekogłasnost”

### Powstanie KP „Ekogłasnost”
Na początku grudnia 1989 działacze założonego 11 kwietnia 1989 proekologicznego Niezależnego Stowarzyszenia „Ekogłasnost” włączyli się w budowę zjednoczonej, demokratycznej opozycji antykomunistycznej nazywanej Związkiem Sił Demokratycznych (ZSD). Pod koniec tego samego miesiąca część działaczy NS „Ekogłasnost” wystąpiła z organizacji i założyła Partię Zielonych. Pozostali członkowie stowarzyszenia w marcu 1990 utworzyli wraz z działaczami opozycyjnego Komitetu na rzecz Ocalenia Miasta Ruse (sformowanego w Ruse w 1988) Klub Polityczny „Ekogłasnost”. 23 kwietnia 1990 Klub został oficjalnie zarejestrowany jako partia polityczna.

### KP „Ekogłasnost” w Wielkim Zgromadzeniu Narodowym 7. kadencji
W pierwszych wolnych po 1946 wyborach do Wielkiego Zgromadzenia Narodowego, przeprowadzonych 10 czerwca 1990, KP „Ekogłasnost” wystartował z list ZSD i zdobył 17 mandatów deputowanych. W maju 1991 część posłów ZSD, popieranych przez Krajową Radę Koordynacyjną ZSD, zbojkotowała obrady parlamentu i odmówiła podpisania projektu nowej konstytucji, przygotowanej w porozumieniu z byłymi komunistami. Deputowani KP „Ekogłasnost”, z wyjątkiem Edwina Sugarewa, odcięli się od tego protestu i poparli projekt. Konsekwencją tej decyzji było usunięcie Klubu z ZSD. Wkrótce potem w KP „Ekogłasnost” doszło do rozłamu. Część działaczy wystąpiła z partii i powróciła do ZSD.

### KP „Ekogłasnost” w wyborach do Zgromadzenia Narodowego 36. kadencji
W wyborach do Zgromadzenia Narodowego 36. kadencji, przeprowadzonych 13 października 1991, KP „Ekogłasnost” wystartował w koalicji o nazwie ZSD - Centrum, którą tworzyli także Bułgarska Partia Socjaldemokratyczna, Partia Demokratyczna - Płowdiw i grupa działaczy niezależnych. Koalicja zdobyła zaledwie 3,2% głosów i tym samym nie przekroczyła progu wyborczego wynoszącego 4%.

### KP „Ekogłasnost” w Zgromadzeniu Narodowym 37. kadencji
Przed wyborami do Zgromadzenia Narodowego 37. kadencji, przeprowadzonymi 18 grudnia 1994, działacze KP „Ekogłasnost” podjęli współpracę z Bułgarską Partią Socjalistyczną, zawiązując z nią koalicję wyborczą, w skład której wszedł także Bułgarski Ludowy Związek Chłopski - Blok Narodowy. Koalicja zwyciężyła w wyborach, zdobywając 43,5% głosów, co dało jej 125 miejsc w 240-osobowym parlamencie, z czego 7 mandatów przypadło „Ekogłasnosti”. Wkrótce potem deputowani koalicji sformowali grupę parlamentarną (odpowiednik polskiego klubu parlamentarnego) nazwaną Demokratyczną Lewicą (bułg. Демократична левица) i utworzyli rząd, na czele którego stanął Żan Widenow. Działacz KP „Ekogłasnost”, Georgi Dimitrow Georgijew, objął w gabinecie Widenowa funkcję ministra środowiska. 
Po dymisji rządu Widenowa 12 lutego 1997, spowodowanej poważnym kryzysem walutowym w kraju, Zgromadzenie Narodowe zostało przedterminowo rozwiązane.

### KP „Ekogłasnost” w Zgromadzeniu Narodowym 38. kadencji
W wyborach do Zgromadzenia Narodowego 38. kadencji, przeprowadzonych 19 kwietnia 1997, KP „Ekogłasnost” ponownie wystartował w koalicji z Bułgarską Partią Socjalistyczną. Początkowo chęć uczestnictwa w koalicji, nazwanej Demokratyczną Lewicą, wyraził Bułgarski Ludowy Związek Chłopski „Aleksandyr Stambolijski”, ale potem wycofał się z niej. Demokratyczna Lewica zdobyła 22,1% głosów, co dało jej 58 mandatów i umieściło ją w opozycji wobec prawicowego rządu Iwana Kostowa.

### KP „Ekogłasnost” w wyborach do Zgromadzenia Narodowego 39. kadencji
Przed przeprowadzonymi 17 czerwca 2001 wyborami parlamentarnymi Bułgarska Partia Socjalistyczna zerwała współpracę z KP „Ekogłasnost”. Jednym z powodów tej decyzji był skrajnie negatywny stosunek przewodniczącego „Ekogłasnosti”, Stefana Gajtandżijewa, do kwestii integracji Bułgarii z NATO. W tej sytuacji KP „Ekogłasnost” zawiązał koalicję wyborczą z Partią Zielonych. Koalicja, nazwana Związek Narodowy Ojczyzna i Lewica (bułg. Национален съюз Отечество и Левица), uzyskała tylko 0,5% głosów i nie zdobyła mandatu. 

### KP „Ekogłasnost” przed wyborami do Zgromadzenia Narodowego 40. kadencji
Przed wyborami do Zgromadzenia Narodowego 40. kadencji, przeprowadzonymi 25 czerwca 2005, Centralna Komisja Wyborcza odmówiła zarejestrowania KP „Ekogłasnost”. Powodem tej decyzji, którą podtrzymał Najwyższy Sąd Administracyjny, było niedostarczenie przez partię kilku dokumentów: potwierdzenia wpłaty depozytu, dokumentu wydawanego przez Najwyższą Izbę Kontroli stwierdzającego finansową przejrzystość organizacji oraz listy poparcia dla partii podpisanej przez co najmniej 5 tys. osób.

### KP „Ekogłasnost” przed wyborami prezydenckimi w 2006
W lipcu 2006, na kilka miesięcy przed wyborami prezydenckimi, KP „Ekogłasnost” podpisał porozumienie z Bułgarską Partią Socjalistyczną o poparciu kandydatury Georgiego Pyrwanowa i Angeła Marina (kandydat na wiceprezydenta). W wyborach, przeprowadzonych w dwóch turach (22 i 29 października 2006), Pyrwanow i Marin zwyciężyli, zdobywając odpowiednio 64% i 76% głosów.

## Organy prasowe Klubu Politycznego „Ekogłasnost”
- gazeta „Ekogłasnost” (bułg. Екогласност) (1990-1991)